# Fuentepelayo
Fuentepelayo is een gemeente in de Spaanse provincie Segovia in de regio Castilië en León met een oppervlakte van 30,90 km². Fuentepelayo telt 893 inwoners (1 januari 2016).